# دوربین اشمیت

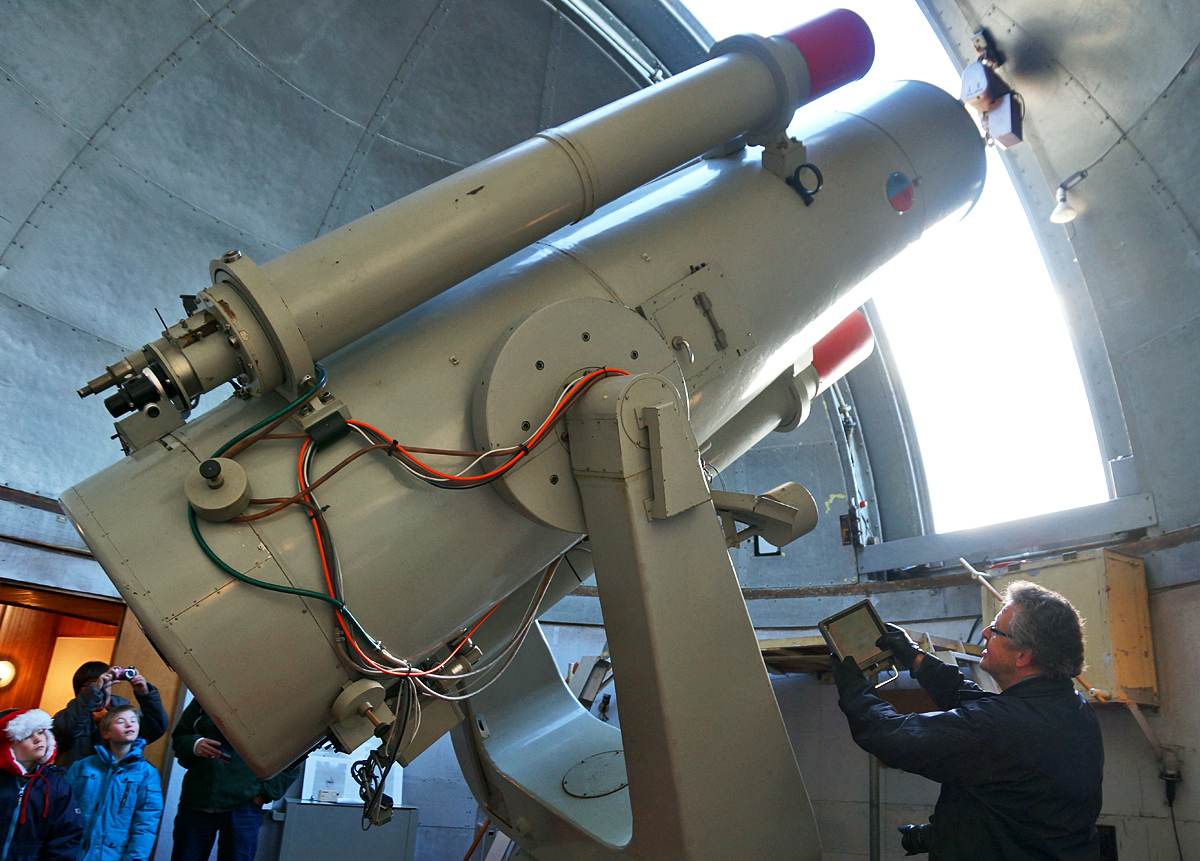
تلسکوپ اشمیت ۷۷ سانتی‌متری مربوط به سال ۱۹۶۶ در رصدخانه برورفلد دانمارک که در ابتدا به فیلم عکاسی مجهز بود. مهندسی در اینجا جعبه فیلم را نشان می‌دهد که سپس در پشت محفظه در مرکز تلسکوپ قرار می‌گیرد، (جایی در کانون اصلی تلسکوپ)

دوربین اشمیت (انگلیسی: Schmidt camera)، که به آن تلسکوپ اشمیت نیز گفته می‌شود، یک تلسکوپ نجومی لنز آیینه‌ای (ایکاتادیوپتری) است که برای ایجاد میدان دید وسیع با انحراف محدود طراحی شده‌است. این طرح توسط برنارد اشمیت در سال ۱۹۳۰ اختراع شد.
برخی از نمونه‌های قابل توجه تلسکوپ ساموئل اوشین (پالومار اشمیت سابق)، تلسکوپ اشمیت انگلستان و اشمیت ESO است. اینها منبع اصلی تصویربرداری از آسمان از سال ۱۹۵۰ تا ۲۰۰۰؛ زمانی که ردیاب‌های الکترونیکی جانشین انجام این کار شدند، فراهم شد. یک نمونهٔ اخیر آن، سیاره‌یاب سیاره‌های فراخورشیدی تلسکوپ فضایی فضاپیمای کپلر است.
از دیگر طراحی‌های مرتبط تلسکوپ‌های «Wright Camera» و «Lurie – Houghton» است.